# Bruno von Hauenschild

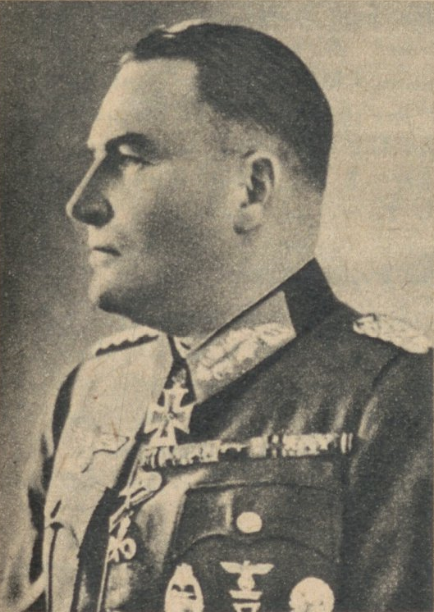
Generalmajor Bruno Ritter von Hauenschild

Bruno Hauenschild, ab 1918 Ritter von Hauenschild (* 9. Juni 1896 in Würzburg; † 10. März 1953 in München) war ein deutscher Generalleutnant im Zweiten Weltkrieg.

## Leben

### Herkunft
Er war der Sohn des späteren Generalstabsarztes Wilhelm Hauenschild (1862–1959) und dessen Ehefrau Toni, geborene Leusser.

### Militärkarriere

#### Bayerische Armee
Nach dem Abitur an einem Humanistischen Gymnasium trat Hauenschild nach Ausbruch des Ersten Weltkriegs am 17. August 1914 als Fahnenjunker in die Ersatz-Abteilung des 11. Feldartillerie-Regiments der Bayerischen Armee ein. Ende September 1914 kam er an der Westfront zum Regiment ins Feld und wurde als Geschützführer am 2. November 1914 durch einen Schuss in die Brust schwer verwundet. Erst im Februar 1915 war Hauenschild wieder frontverwendungsfähig. Während der Stellungskämpfen in Flandern wurde Hauenschild am 26. April 1915 zum Leutnant befördert. Im April 1916 erlitt er dort eine Kampfgasvergiftung, kam in ein Lazarett und beteiligte sich nach seiner Gesundung im August/September an der Schlacht an der Somme, bevor er wieder in Stellungskämpfen lag. Das Jahr 1917 war geprägt durch den Einsatz in den Schlachten bei Arras, in Flandern, bei Messines und Cambrai. 1918 ging er mit seinem Regiment in der Großen Schlacht in Frankreich in die Offensive und wurde am 24. April 1918 in der Schlacht bei Guémappe durch einen Bauchschuss erneut schwer verwundet. Am 15. August 1918 übernahm Hauenschild wieder die Führung der 7. Batterie.
Als ihm während der Kämpfe zwischen Arras und Cambrai der Rückzug befohlen wurde, griff er unterstützend in den vom preußischen 2. Garde-Reserve-Regiment vorgetragenen Gegenangriff ein. Durch diese Maßnahme konnten mehrere Rückeroberungsversuche des Feindes abgewehrt werden. Er wurde dafür am 2. September 1918 mit dem Ritterkreuz des Militär-Max-Joseph-Ordens beliehen. Mit der Verleihung war die Erhebung in den persönlichen Adelstand verbunden und er durfte sich nach der Eintragung in die Adelsmatrikel Ritter von Hauenschild nennen. Daneben war er für seine Leistungen mit beiden Klassen des Eisernen Kreuzes, dem Ritterkreuz des Königlichen Hausordens von Hohenzollern mit Schwertern, dem Militärverdienstorden IV. Klasse mit Schwertern sowie für seine insgesamt sieben Verwundungen während des Krieges mit dem Verwundetenabzeichen in Gold ausgezeichnet worden.

#### Weimarer Republik
Nach Kriegsende und Rückkehr in die Heimat war Hauenschild ab 25. Januar 1919 zunächst Hilfsoffizier beim Stab des Generalkommandos des II. Armee-Korps. Mitte April 1919 schloss er sich der Freiwilligen-Batterie Steinbauer an, wurde im Mai 1919 in die Vorläufige Reichswehr übernommen und als Adjutant des Stabsoffiziers der Artillerie beim Reichswehr-Gruppenkommando 4 verwendet. In beiden Funktionen war Hauenschild an der Niederschlagung von Aufständen in Würzburg und Augsburg sowie an den Kämpfen gegen die Münchner Räterepublik beteiligt. Zum 1. Oktober 1920 kam er dann als Kompanieoffizier in die Kraftfahr-Abteilung 121, aus der mit der Bildung der Reichswehr die Kraftfahr-Abteilung 7 wurde. Am 22. Februar 1924 mit Rangdienstalter vom 1. November 1923 zum Oberleutnant befördert, absolvierte Hauenschild von Mai bis Ende Juli 1924 einen Waffenschullehrgang auf dem Truppenübungsplatz Ohrdruf. Ab 16. Oktober 1924 diente er als Abteilungsadjutant, wurde am 1. Oktober 1928 zum Hauptmann befördert und kam am 1. Februar 1929 in das Reichswehrministerium nach Berlin. Seine Tätigkeit dort wurde aber durch eine einjährige Versetzung ab 1. Oktober 1929 zur 3. Batterie des 7. (Bayerisches) Artillerie-Regiments unterbrochen. Nach seiner Rückkehr in das Reichswehrministerium wurde er im Wehramt in der Inspektion der Verkehrstruppen (In 6) verwendet.

#### Drittes Reich
Hauenschild kehrte am 1. Oktober 1933 als Kompaniechef in die 7. (Bayerische) Kraftfahr-Abteilung zurück und wurde nach der Erweiterung der Reichswehr und dem Übergang zur Wehrmacht in der Folgezeit als Kommandeur von verschiedenen Panzer-Aufklärungs-Abteilungen ernannt. In dieser Funktion war er an der Besetzung des Sudetenlandes und dem Einmarsch in die Rest-Tschechei beteiligt.
Nachdem Hauenschild zu Beginn des Zweiten Weltkriegs noch die Panzer-Aufklärungs-Abteilung 9 geführt hatte, erhielt er nach dem Polenfeldzug das Kommando über das Panzer-Regiment 7. Mit diesem Regiment war er während des Westfeldzuges gegen Frankreich u. a. an der Bildung und Erweiterung des wichtigen Brückenkopfes über die Maas bei Sedan beteiligt und stieß bis zur Kanalküste vor. Auch kam er bei der Einnahme von Calais zum Einsatz. Als Oberst wurde Hauenschild am 12. April 1941 Kommandeur der 4. Panzer-Brigade, die er während des Überfalls auf die Sowjetunion zunächst in der Kesselschlacht bei Białystok und Minsk führte. In der anschließenden Kesselschlacht bei Smolensk stieß er mit seiner Brigade am weitesten nach Osten. Ein weiteres offensives Vorgehen war durch weiträumig angelegte Panzergräben nicht möglich. Hauenschild konnte jedoch Jelnja erobern und es gelang ihm die Brücken über die Desna unbeschädigt zu nehmen und zu halten. Dafür wurde ihm am 25. August 1941 das Ritterkreuz des Eisernen Kreuzes verliehen. Am 20. November 1941 wurde er in die Führerreserve versetzt und Anfang Dezember zur Panzertruppenschule Bergen kommandiert. Bereits zwei Wochen später kommandierte man ihn zur 24. Panzer-Division, mit deren Führung Hauenschild am 15. April 1942 beauftragt wurde. Fünf Tage später erfolgte seine Ernennung zum Divisionskommandeur, nachdem er bereits am 1. April 1942 zum Generalmajor befördert worden war. Mit der Division kam Hauenschild u. a. in der Schlacht von Stalingrad zum Einsatz, wo er am 8. September 1942 schwer verwundet wurde. Während seines Lazarettaufenthaltes erhielt er am 27. September 1942 das Eichenlaub zum Ritterkreuz des Eisernen Kreuzes (129. Verleihung) und wurde am 15. November 1942 nochmals in die Führerreserve versetzt. Nachdem er nach seiner Wiederherstellung nicht mehr frontverwendungsfähig war, wurde Hauenschild am 20. November zum Kommandeur der Panzertruppenschulen ernannt und in dieser Stellung am 1. Januar 1944 zum Generalleutnant befördert. Ab 26. Januar 1945 beauftragte man Hauenschild mit der Wahrnehmung der Geschäfte als Kommandierender General des stellvertretenden III. Armeekorps und Befehlshaber im Wehrkreis III. Zugleich fungierte er vom 2. Februar bis 6. März auch als Kampfkommandant von Groß-Berlin. Nachdem er Mitte Februar an einer schweren Grippe erkrankte, wurde Hauenschild am 20. März 1945 in das Lazarett Feldafing überführt und geriet hier Anfang April in amerikanische Kriegsgefangenschaft. Gesundheitsbedingt erfolgte bereits am 30. Juni 1945 seine Entlassung.

### Nachkriegszeit
In der Nachkriegszeit war Hauenschild 1951 einige Monate in der Verwaltungskommission des Militär-Max-Joseph-Ordens tätig. Diese Beschäftigung musste er jedoch aufgrund seines Gesundheitszustandes aufgeben.